# Argas reflexus
La zecca dei piccioni (Argas reflexus (Fabricius, 1794)), è una specie della famiglia Argasidae, zecche definite molli per l'assenza dello scudo chitinoso dorsale in ogni fase del loro sviluppo.

## Biologia
Come è evidente dal nome comune di "zecca dei piccioni", Argus reflexus parassita principalmente i piccioni (Columba livia), ma occasionalmente anche gli esseri umani. Per gli umani in particolare l'interesse sanitario è crescente: da un lato può essere veicolo di patogeni, dall'altro il rischio anafilattico, anche grave, nel momento in cui l'Argas reflexus punge per succhiare il sangue, è legato soprattutto all'immissione nel sangue dell'ospite di tossine.